# Bob Brady
Robert A. Brady dit Bob Brady, né le 7 avril 1945 à Philadelphie, est un homme politique américain, représentant démocrate de Pennsylvanie à la Chambre des représentants des États-Unis de 1998 à 2019.

## Biographie
Bob Brady est originaire de Philadelphie. Il ne va pas à l'université mais gravit les échelons au sein de syndicats et de comités démocrates. Il est sergent d'arme du conseil municipal de la ville de 1975 à 1983. Il échoue cependant à être élu au conseil municipal en 1983. En 1986, il prend la tête du Parti démocrate de Philadelphie, fonction qu'il occupe toujours en 2016. Entre 1991 et 1998, il siège à la commission du Pennsylvania Turnpike.
En 1997, Thomas M. Foglietta (en) démissionne de son mandat de représentant du 1er district de Pennsylvanie pour devenir ambassadeur des États-Unis en Italie. Brady est candidat pour le remplacer à la Chambre des représentants des États-Unis. En mai 1998, il est élu représentant lors d'une élection partielle avec 73,6 % des suffrages. Il est depuis réélu tous les deux ans avec un score toujours supérieur à 81 % des voix.
En 2007, il est candidat à la mairie de Philadelphie. N'ayant pas remis un document relatif à sa retraite dans ses documents financiers, il ne peut pas participer à la primaire démocrate. Cependant, la Cour suprême de Pennsylvanie l'autorise à corriger son erreur et à participer à la primaire. Il est cependant largement battu par Michael Nutter (37 %) en arrivant à égalité avec l'autre représentant de Philadelphie Chaka Fattah (15 %).
Il préside le comité sur l'administration de la Chambre des représentants lors des 110e et 111e congrès.
Alors qu'il fait l'objet d'une enquête du FBI pour avoir offert 90 000 dollars contre le retrait d'un adversaire à la primaire démocrate de 2012, Brady annonce qu'il n'est pas candidat à un nouveau mandat en novembre 2018. Pour justifier son retrait, le représentant évoque son envie de passer plus de temps avec sa famille et la possibilité que Philadelphie perde une circonscription, après l'invalidation de la carte électorale par la justice.

## Historique électoral

### Chambre des représentants
| Année | Bob Brady | Rép    | Lib   | Ind   | Vert  | SWP   |
| ----- | --------- | ------ | ----- | ----- | ----- | ----- |
| Année |           |        |       |       |       |       |
| 1998  | 81,2 %    | 16,6 % | 1,2 % | —     | —     | 1,0 % |
| 2000  | 88,3 %    | 11,7 % | —     | —     | —     | —     |
| 2002  | 86,4 %    | 12,5 % | —     | —     | 1,1 % | —     |
| 2004  | 86,3 %    | 13,4 % | 0,9 % | 0,3 % | —     | —     |
| 2006  | 100,0 %   | —      | —     | —     | —     | —     |
| 2008  | 90,8 %    | 9,2 %  | —     | —     | —     | —     |
| 2010  | 100,0 %   | —      | —     | —     | —     | —     |
| 2012  | 84,9 %    | 15,1 % | —     | —     | —     | —     |
| 2014  | 82,8 %    | 17,2 % | —     | —     | —     | —     |
| 2016  | 85,2 %    | 17,8 % | —     | —     | —     | —     |